# Лалик, Рене
Рене́ Жюль Лали́к (фр. René Jules Lalique; 6 апреля 1860, Аи, Марна — 1 мая 1945, Париж) — выдающийся французский декоратор интерьера, ювелир, медальер, художник по стеклу и эмалям периода модерна, стилей ар нуво и ар-деко. Лалик прославлен удивительными ювелирными изделиями, вазами из стекла, флаконами для духов, использованием стекла в архитектуре, и даже, в конце жизни, эффектным оформлением радиаторов автомобилей. Основанная им компания работает до настоящего времени. Его имя по-прежнему связано с изысканной эстетикой дорогих вещей и украшений.

## Биография
Когда Рене было два года, его семья переехала в пригород Парижа, но на летние каникулы оставалась в Аи. После смерти отца Лалик в 1872 году, когда ему было двенадцать, поступил в колледж Тюрго в Париже, где начал рисовать. Там же он выиграл свой первый приз за рисунок. В 1874—1876 годах он посещал вечерние занятия в Национальной школе декоративных искусств. В 1876 году, в шестнадцать лет, Рене Лалик поступил в ученики к ведущему в то время парижскому ювелиру Луи Ококу. С 1878 по 1880 год он посещал занятия в Школе искусств Кристал Палас в Сиденхэме в Лондоне.
Вернувшись во Францию, с 1881 года Рене Лалик работал свободным рисовальщиком в ювелирных домах Aucoc, Cartier, Boucheron, Henri Vever, Coulbeaux и других. Благодаря Всемирным выставкам 1867 и 1878 годов он открыл для себя современное японское искусство, которое стало для него источником вдохновения на многие годы. Четыре года спустя, в 1885 году, Лалик открыл свой первый ювелирный магазин.
В 1887 году он женился на Мари Луизе Ламбер, в 1888 году у него родилась дочь Жоржетта. Их брак не сохранился: супруги расстались в 1893 году. Он женился на Алисе во второй раз в 1902 году, но жена умерла в 1909 году.
В 1890 году он встретил Алису (Огюстину, известную как Алиса) Ледрю, от которой у него родились дочь Сюзанна Рене Ледрю-Лалик (1892) и сын Марк Андре Лалик (1900).
В 1920 году Рене Лалик женился на Мари-Жанне Анер, от которой у него было ещё двое детей: Раймон Анер-Лалик (род. 1925) и Рене Анер-Лалик (род. 1927).
Лалик получил признание, создавая изделия для новой галереи Зигфрида (Сэмюэля) Бинга в Париже «Дом Нового искусства» (Maison de l’Art Nouveau). Он начал выставлять работы от своего имени в 1894 году, далее в Салоне французских художников в 1897 и 1898 годах. В 1897 году после успеха на Всемирной выставке в Брюсселе, он был удостоен ордена Почетного Легиона.
Выдающийся художник по стеклу Эмиль Галле первым обнаружил и высоко оценил способности Рене Лалика. Его стенд на Всемирной выставке 1900 года в Париже имел большой успех. Лалик был признан ювелиром номер один во Франции. В 1905 году Лалик открыл магазин на Вандомской площади в центре Парижа. Совместно с Эженом Грассе он стал соучредителем «Французского общества декоративного искусства» (la Société de l’art décoratif français).
Лалик умер 1 или 5 мая 1945 года в Париже. Похоронен на кладбище Пер-Лашез. Его внучка Мари Клод-Лак (род. 1936) также была художником по стеклу. Она умерла 14 апреля 2003 года в Форт-Майерсе, Флорида.

## Творчество
В 1890 году Рене Лалик открыл ювелирный магазин в районе Опера в Париже. Работая в мастерской при магазине, Рене Лалик создал некоторые из самых известных ювелирных изделий, а также экспериментировал со стеклом. Главным мотивом ювелирного искусства Лалика стал мир природы. На него повлияла не только природа французской деревни, но и мотивы японского искусства. Он включал в свои украшения многие материалы, которые в его время не получили широкого распространения в ювелирных изделиях высокого класса: стекло, рог, жемчуг, опал, яшма, лунный камень, коралл, полудрагоценные камни, эмаль и слоновую кость. Если он использовал драгоценные камни, то только согласно художественной идее, но не из-за их ценности. Одним из главных покровителей Лалика был Калуст Саркис Гулбенкян, заказавший ему в течение тридцати лет более ста сорока работ.
В 1920-е годы Лалик прославился своими работами в стекле стиле ар-деко. Он сумел выработать «тот уникальный художественный стиль, по которому всегда можно узнать его произведения. Манера этого художника отличается особо утончённой стилизацией растительных и зооморфных мотивов с удивительной фантазией и чувством материала. Лалик — блестящий стилист, даже несмотря на то, что иногда художественное качество его изделий снижает натурализм, присущий в целом искусству модерна, Лалик, наряду с Эмилем Галле, — самый сильный представитель флорального течения искусства периода модерна». В 1890—1897 годах в мастерской Лалика работал скульптор, эмальер и ювелир Эжен Фейятр.

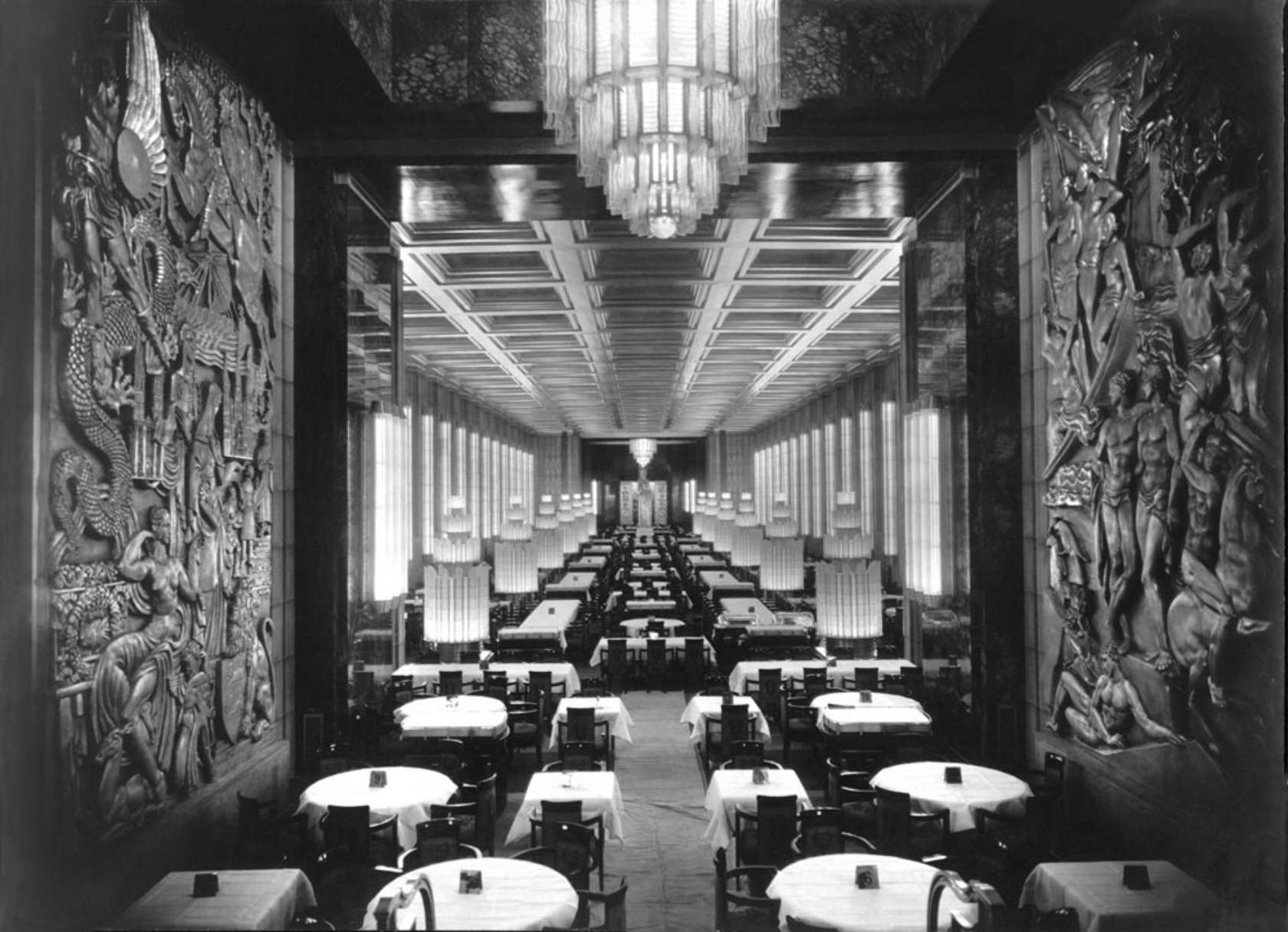
Интерьер турбоэлектрохода Нормандия, оформленный стеклом Рене Лалика. 1935

С 1913 года Лалик руководил стекольной фабрикой в Комб-ла-Виль (Сена и Марна), а в 1921 году построил фабрику изделий из стекла в западной части Эльзаса, в Винжен-сюр-Модер (Эльзас). Он открыл художественные возможности опалового (матированного в массе) стекла и техники моллирования (свободного заполнения формы размягчённой стеклянной массой). Его первые работы были выполнены методом «исчезающего воска» (cire perdue), заимствованного им из бронзового литья. Было сделано около семисот уникальных произведений (поскольку восковая модель утрачивалась при отливке), среди них знаменитые «Осы», «Восемь попугаев», «Две крылатые фигуры» (1912). Затем Лалик разработал и внедрил метод литья под давлением. Так были выполнены многие его стеклянные скульптуры и вазы. Подобная технология подсказала ему использовать в стекле рельефный декор, создающий светотеневую игру «на просвет».
Необычное цветное стекло с нанесённой на него «патиной» (цветной эмалью) — характерная особенность некоторых произведений Лалика. Рецепт знаменитого опалесцентного стекла Лалика до сих пор является «секретом фирмы».
В 1925 году для Всемирной выставки в Париже (фр. Exposition internationale des arts décoratifs et industriels modernes), давшей название стилю «ар-деко», Рене Лалик соорудил фонтан из цветного стекла со световыми эффектами и скульптурами «Источник Франции», украсивший французский павильон, и создал «стеклянный интерьер» павильона Севрской фарфоровой мануфактуры. Позднее Лалик неоднократно возвращался к проектированию стеклянных фонтанов, в том числе на Елисейских Полях.
В последние годы жизни Рене Лалик был занят проектами использования стекла в архитектуре — оформлением гостиниц, церквей, ресторанов. Первым его архитектурным проектом в 1911 году был интерьер парфюмерного магазина Франсуа Коти на Пятой авеню в Нью-Йорке. Лалик проектировал интерьеры с использованием цветного стекла столовой и «большого салона» французского трансатлантического турбоэлектрохода «Нормандия» (1932—1935): световые панели, люстры, бра, стеклянные филёнки дверей, колонны, предметы сервировки, посуда, украшения, фонтаны. Интерьеры вагонов знаменитого Восточного экспресса (1929) также создавали художники Рене Пру, Рене Лалик и Пол Нельсон (исторический поезд восстановлен в 1982 г.). В начале 1930-х годов художник украсил интерьеры церкви Святого Матфея на острове Джерси в проливе Ла-Манш и построил для церкви стеклянный алтарь («Стеклянная церковь» Лалика).
Лалик разрабатывал декоративные детали радиатора автомобилей Citroën 5 CV (1925), в том числе в единственном экземпляре,— фигурку Levrier для автомобиля принца Уэльского, оформление вагонов-ресторанов Pullman Express на Лазурном берегу (1929).
Парижский парфюмер Франсуа Коти, оценив талант Лалика, предложил ему сотрудничество. Вместе они произвели революцию в парфюмерии: придумали продавать духи в специально созданных для каждого аромата флаконах. До этого духи разливали в обычные склянки, а красивые флаконы приобретались отдельно. В 1907—1908 годах Коти и Лалик наладили производство духов во флаконах, проектом которых занимался Лалик. Первыми были духи Коти с ароматом розы: из тонкого и изящного флакона вырастала стеклянная роза Лалика. Вслед за Коти заказы стали делать и другие парфюмеры. Более 250 ароматов от Gallet, Houbigant, d’Orsay, Worth, Guerlain и многих других продавались во флаконах Лалика. До настоящего времени у фирмы «Lalique» есть собственные ароматы, как например: Lalique De Lalique, Lalique Pour Homme или Amethyst.
Рене Лалик приобрёл особую популярность как автор ювелирных украшений и аксессуаров женской моды. Многие представительницы высшего общества стали носить его необыкновенные украшения, среди них маркиза Арконати-Висконти, графиня Беарн, мадам Вальдек-Руссо. Он создавал эксклюзивные украшения для актрисы Сары Бернар, например знаменитую брошь с изумрудами «Клубок змей» или пектораль «Стрекоза» (1897—1898), шедевр, снискавший восхищение на Всемирной выставке 1900 года. В 1902 году Лалик разработал для актрисы театральный костюм в пьесе «Теодора».
Первая ретроспективная выставка произведений художника была организована в Музее декоративного искусства в Париже в 1933 году. Как уникальные, так и тиражируемые произведения Рене Лалика находятся в коллекциях музеев по всему миру, включая Музей Калуста Гулбенкяна в Лиссабоне, Музей Лалика в Хаконе в Японии, музеев во Франции, Германии, Музее Виктории и Альберта в Лондоне, Метрополитен-музее и Музей Корнинга в штате Нью-Йорк, а также Рейксмюсеуме в Амстердаме.
В 2010 году большая выставка произведений Рене Лалика проходила в Московском Кремле.

## Фирма «Лалик» в наше время
После смерти Рене Лалика его фирму возглавил сын — Марк Лалик, а затем внучка, Мари-Клод. В 2008 году компанию приобрел Сильвио Денц — обладатель самой большой коллекции произведений художника. До настоящего времени компания «Lalique» выпускает посуду, камерные скульптуры, детали оформления интерьера, имеет парфюмерную и ювелирную коллекции, сотрудничает с известными художниками, архитекторами и дизайнерами, среди которых Дэмиен Херст, Заха Хадид и художники фирмы «Bugatti».

## Галерея

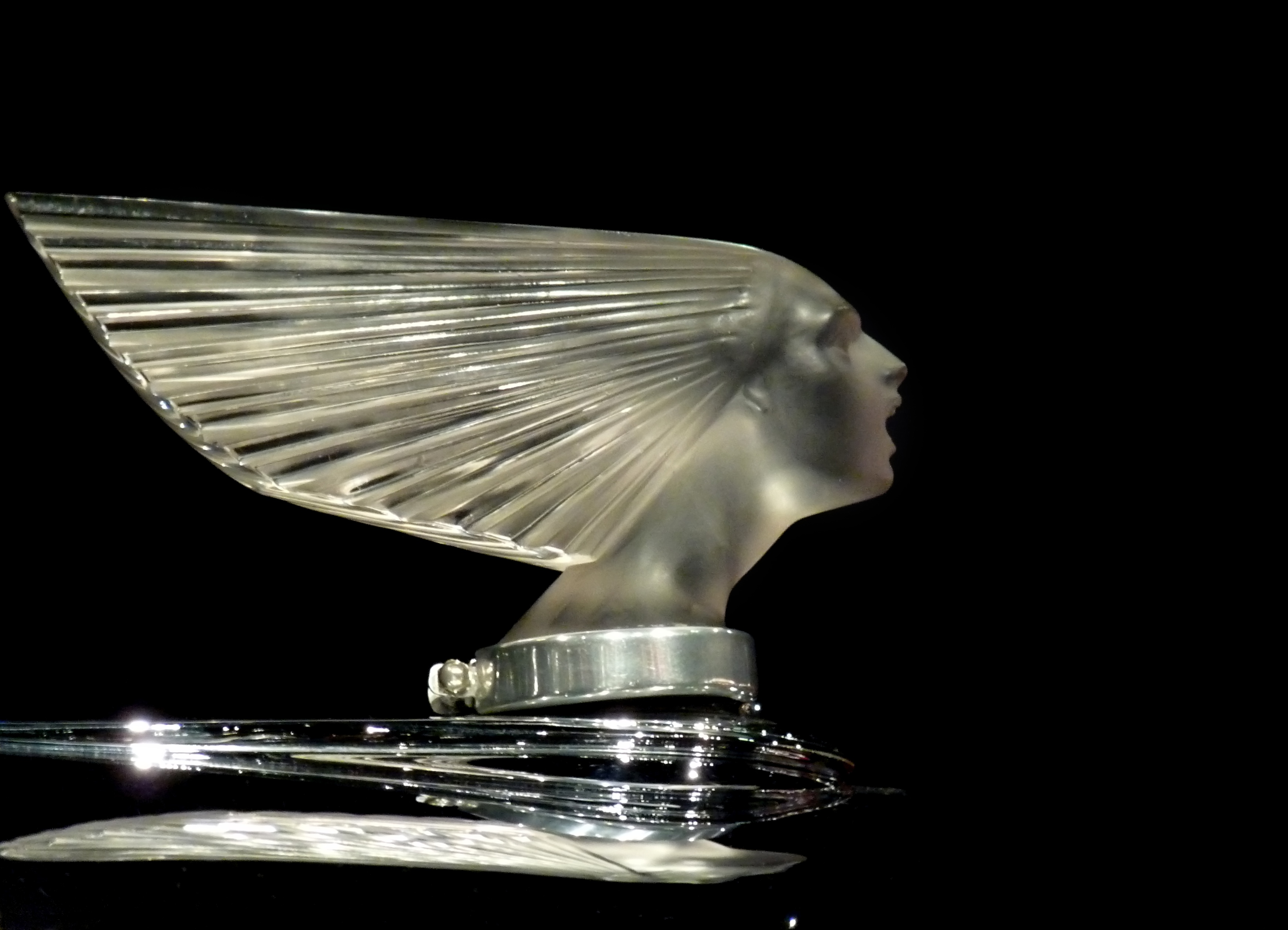
«Маскот» автомобиля Ситроен «Дух ветра». 1928
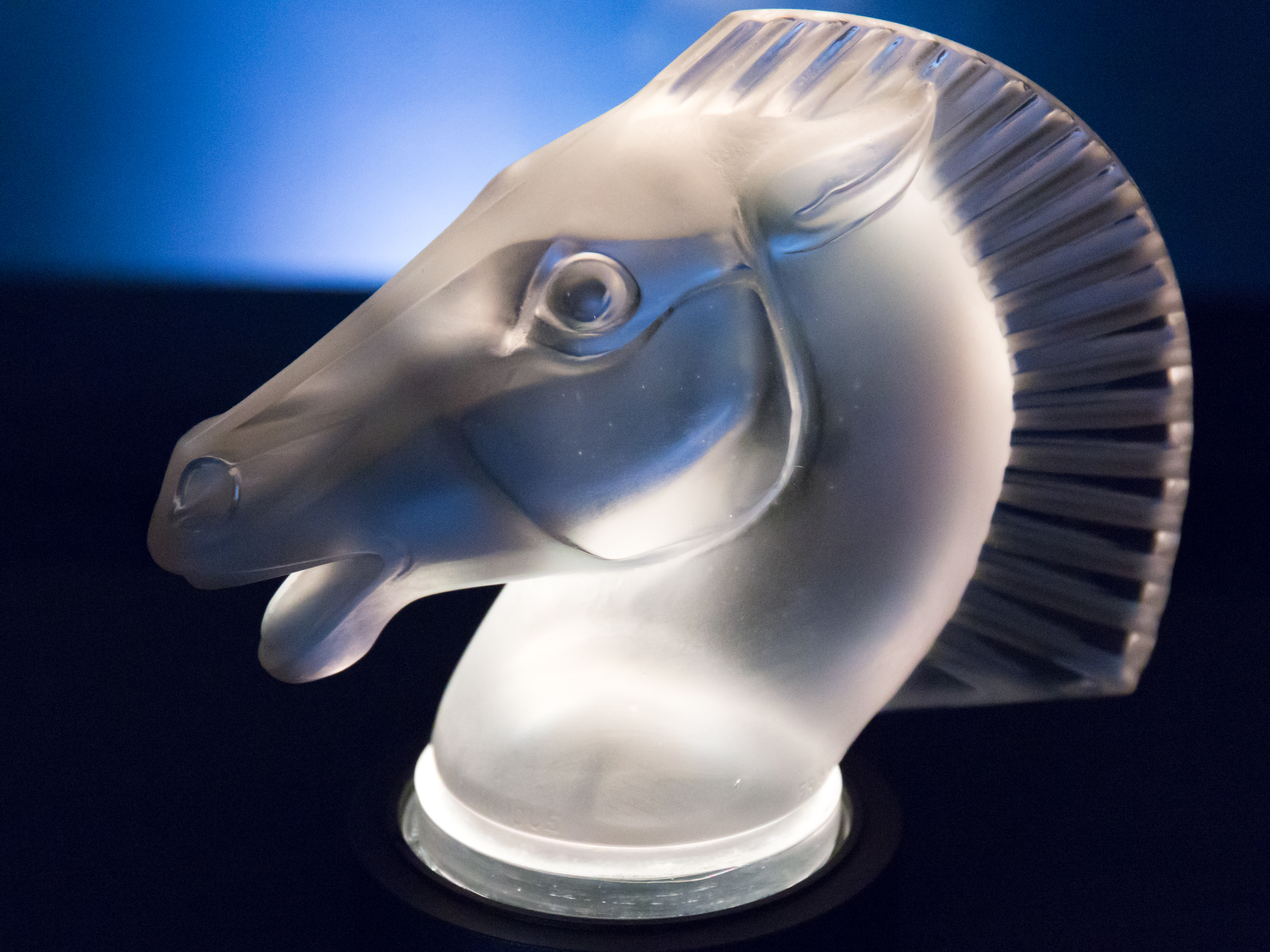
«Маскот» автомобиля Тойота
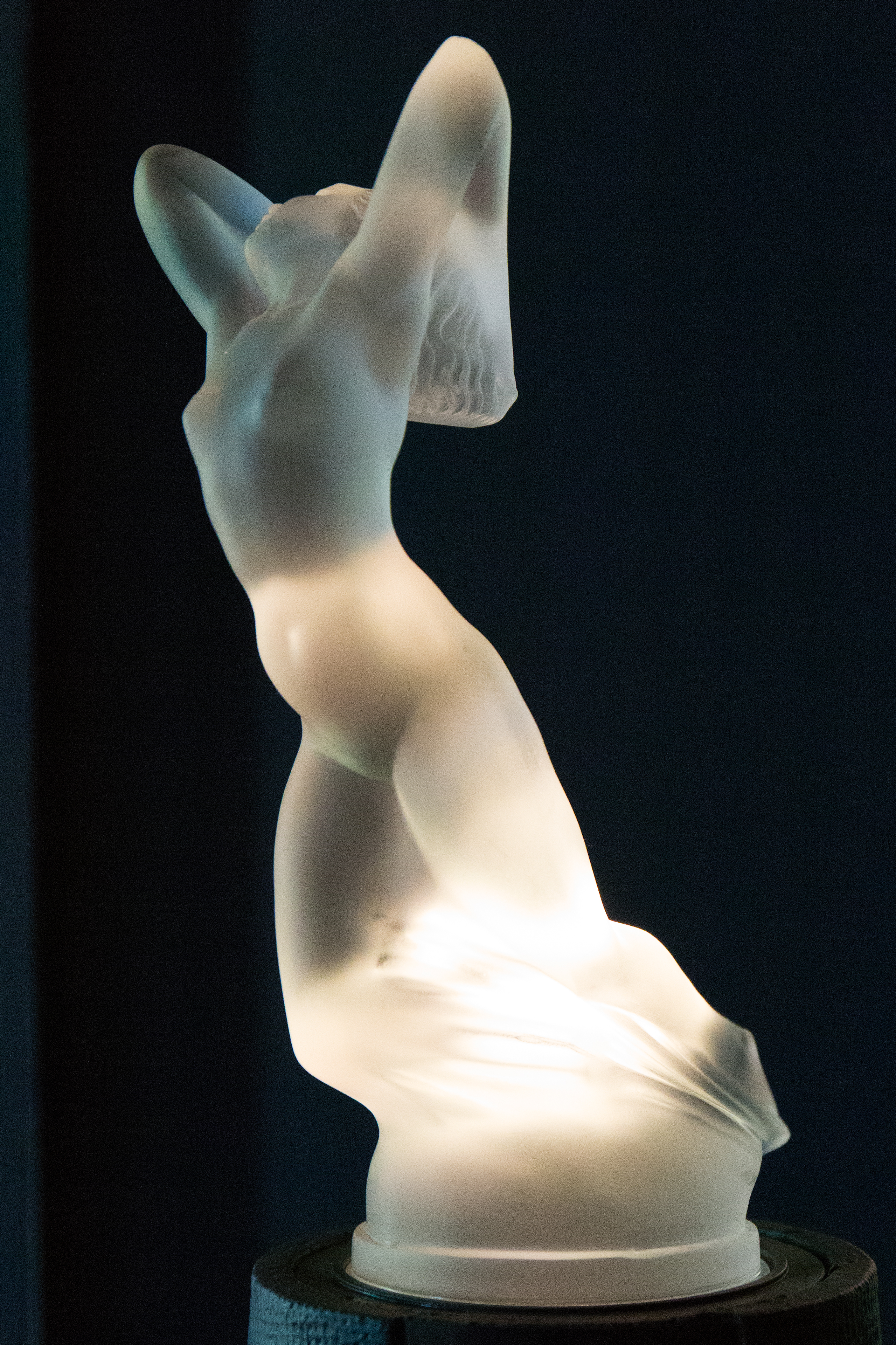
Маскот "Скорость" автомобиля Тойота
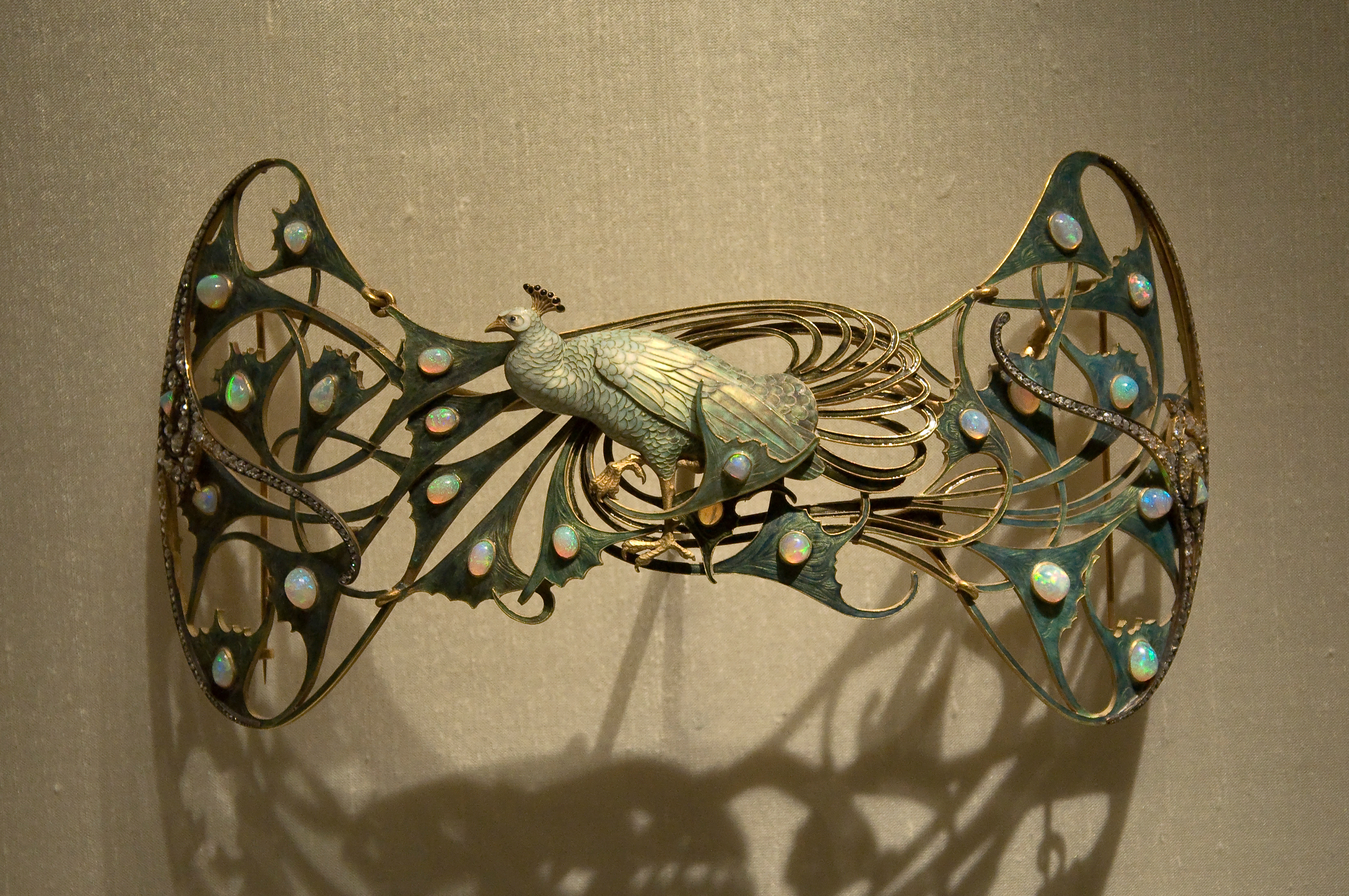
Брошь. Собрание К. Гулбенкяна, Лиссабон
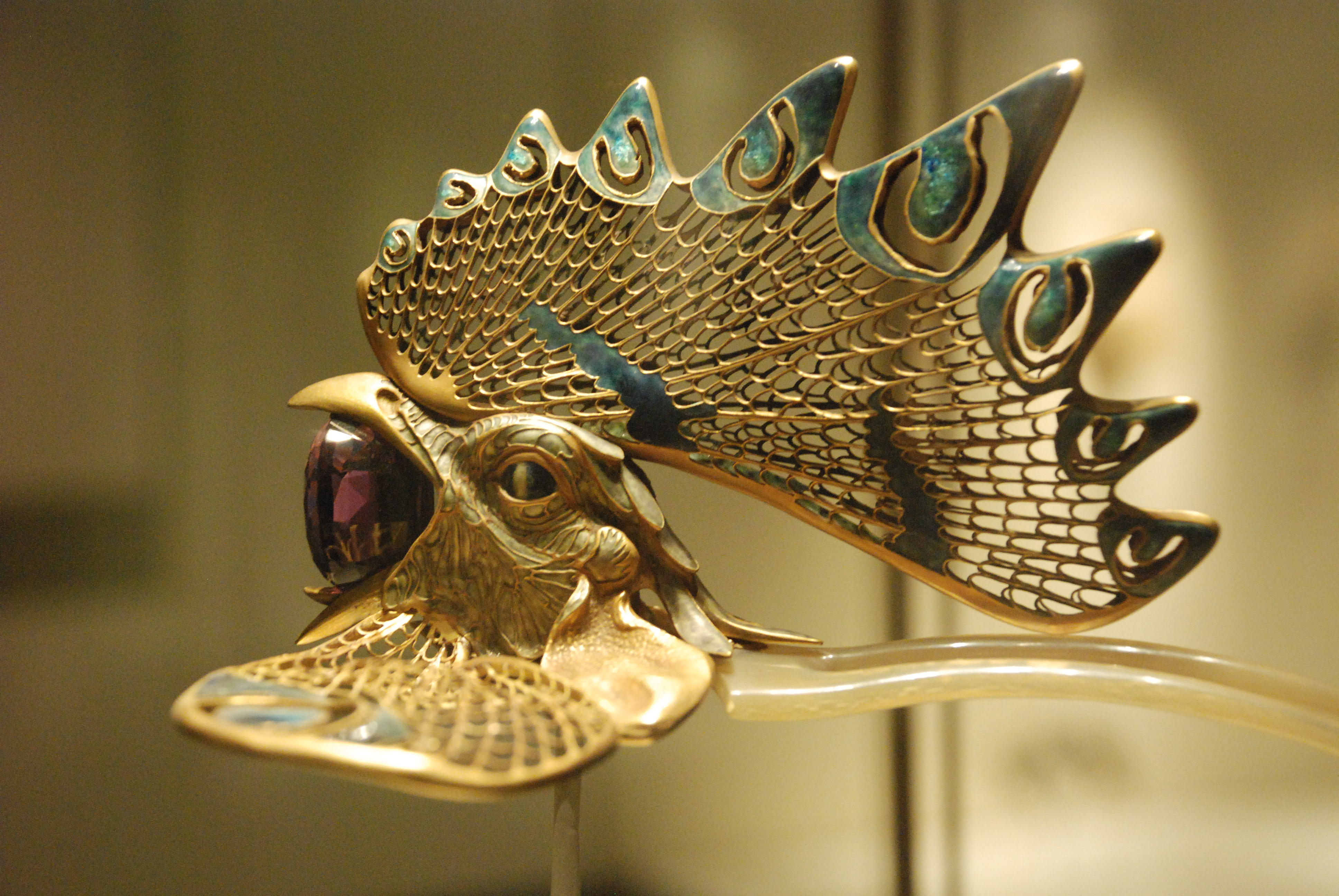
Тиара «Лалик». Собрание К. Гулбенкяна, Лиссабон
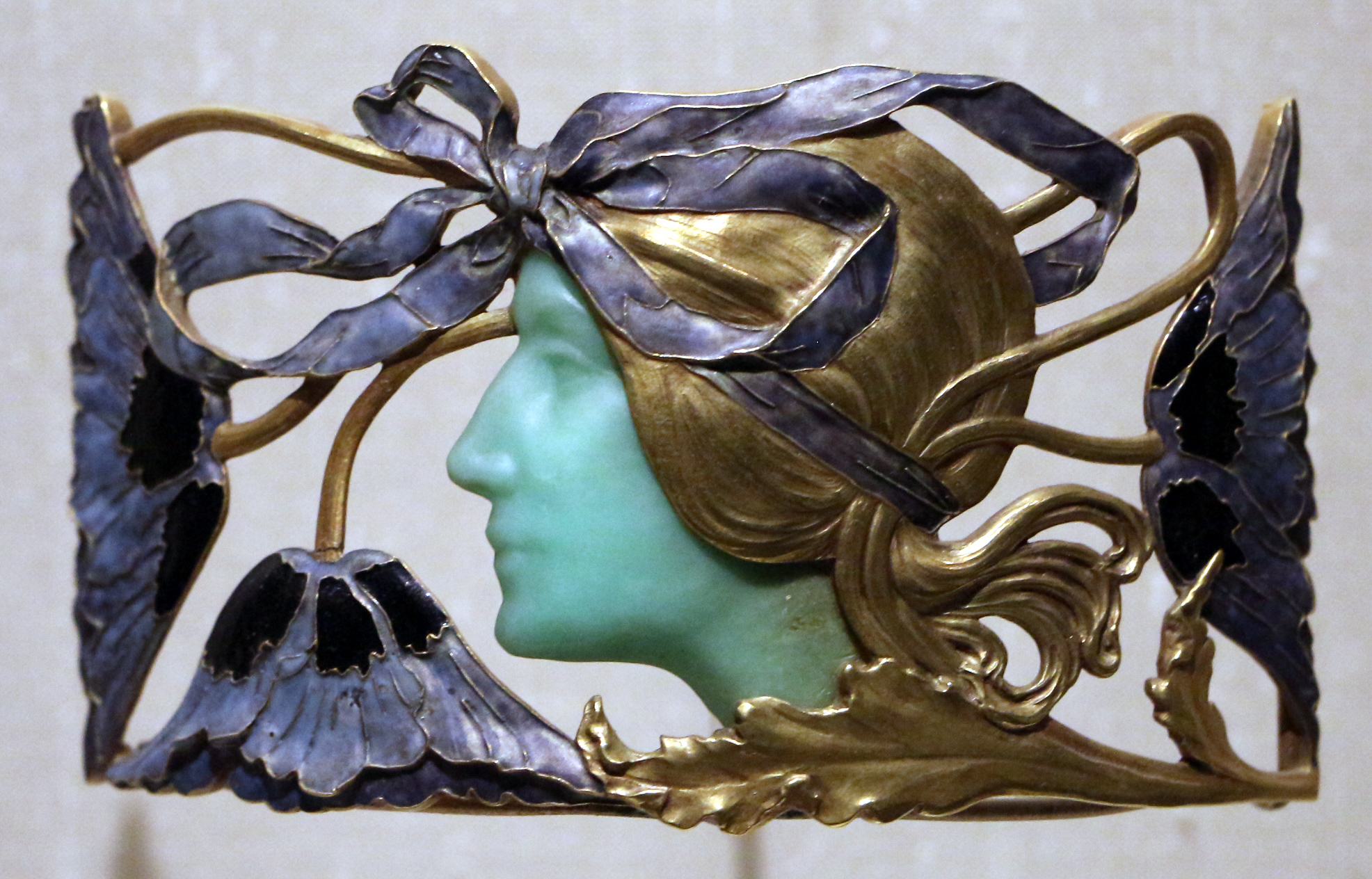
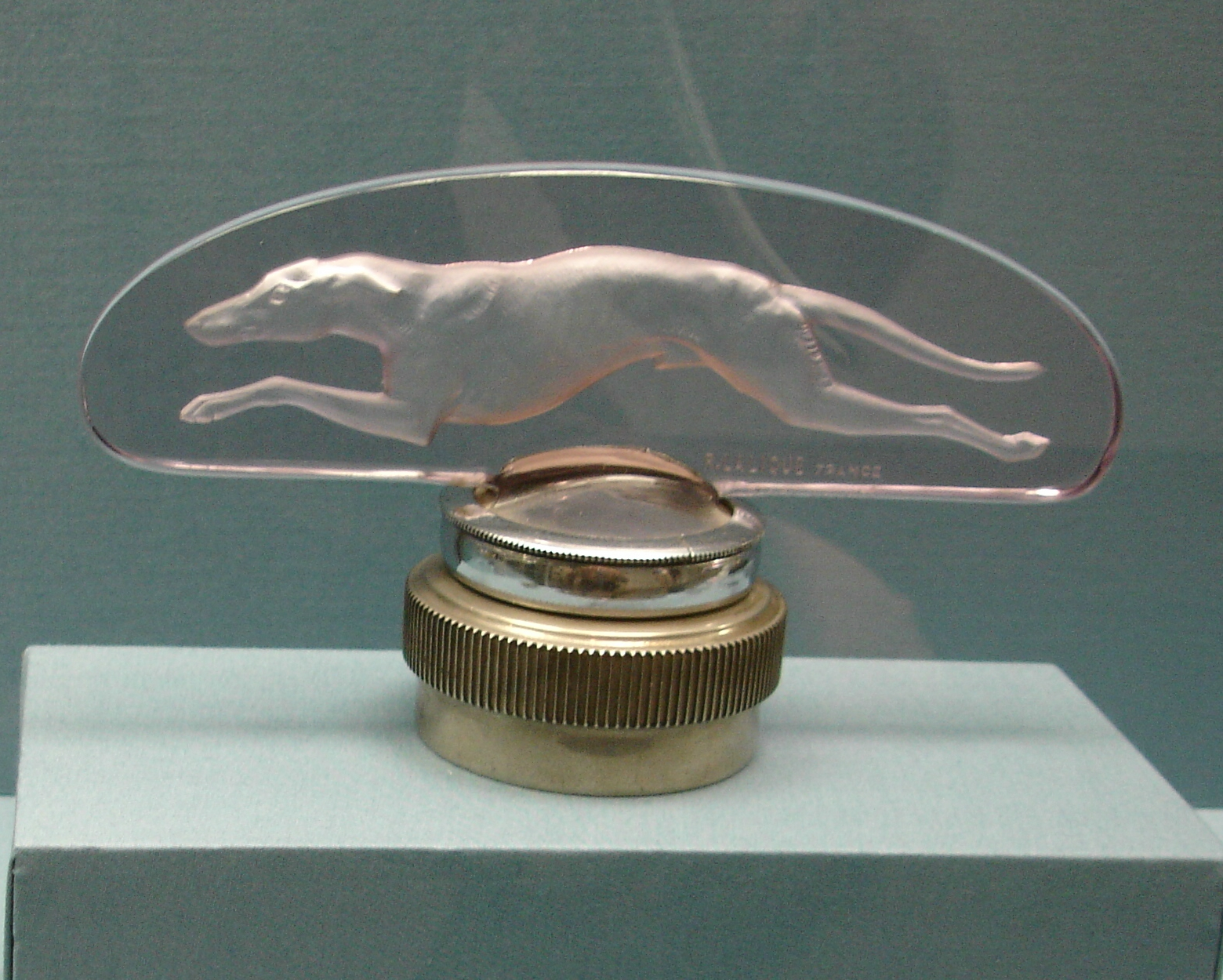
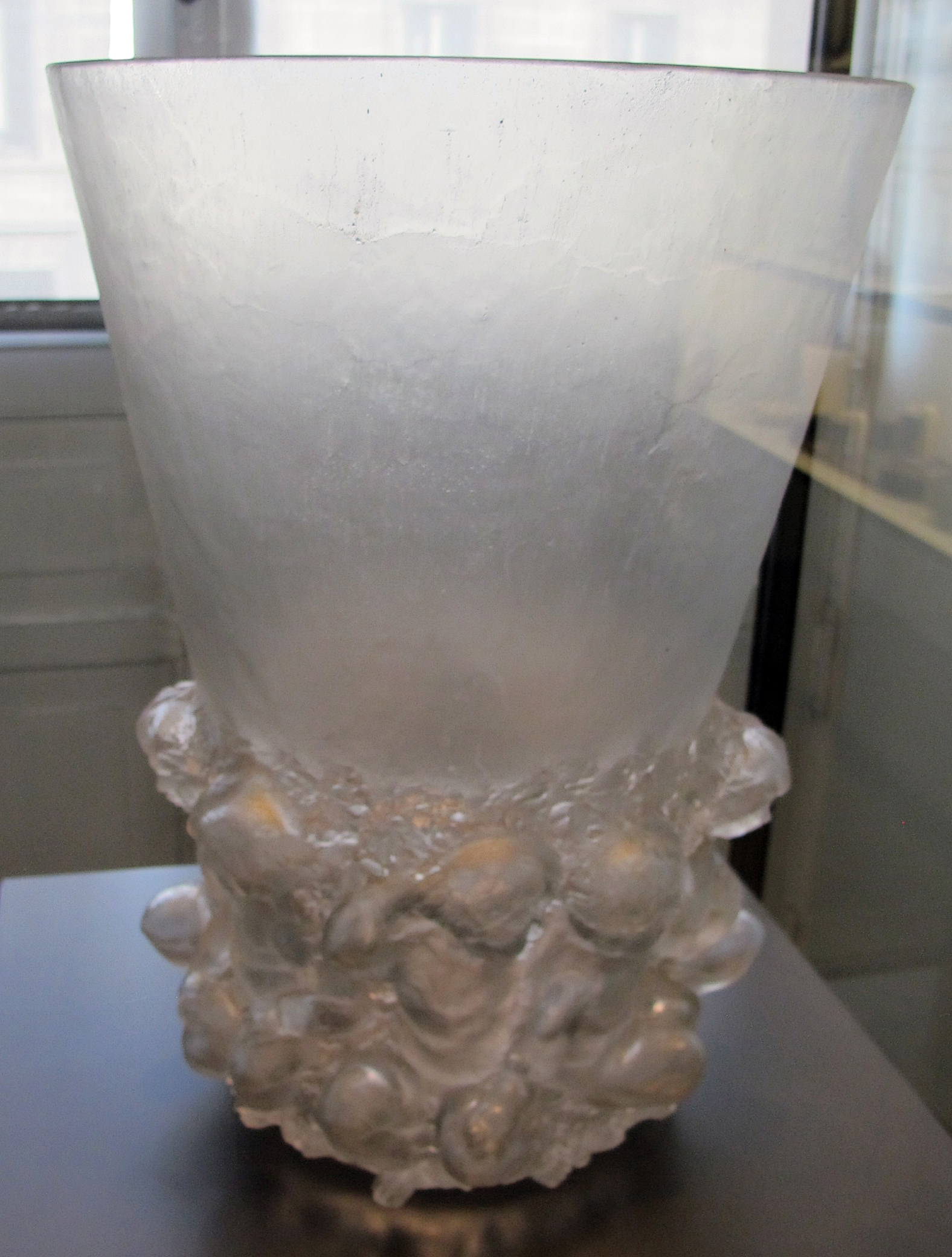
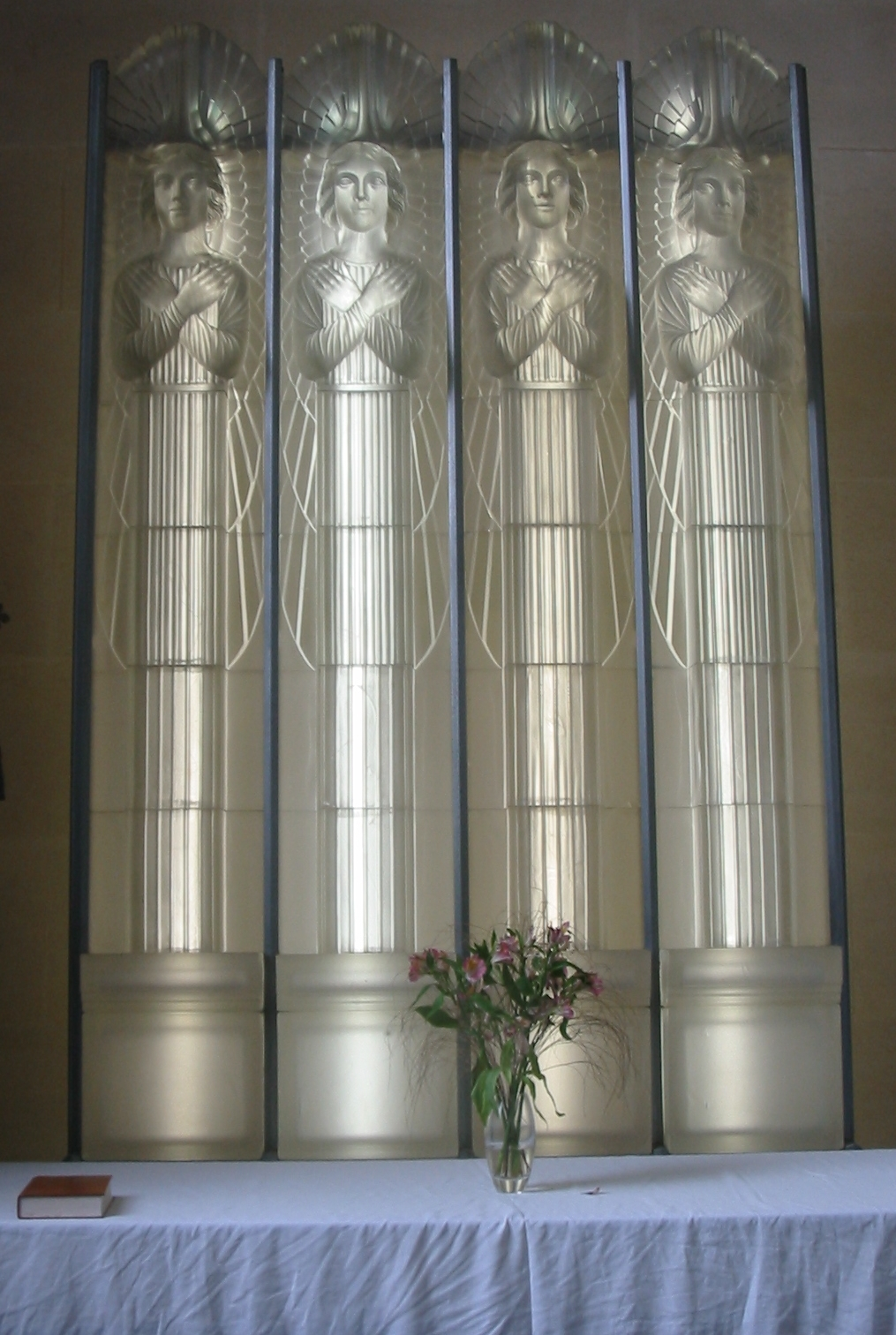
Lalique glass altarpiece in [[St Matthew's Church, Jersey|Алтарь церкви Св. Матфея. О. Джерси, Ла-Манш
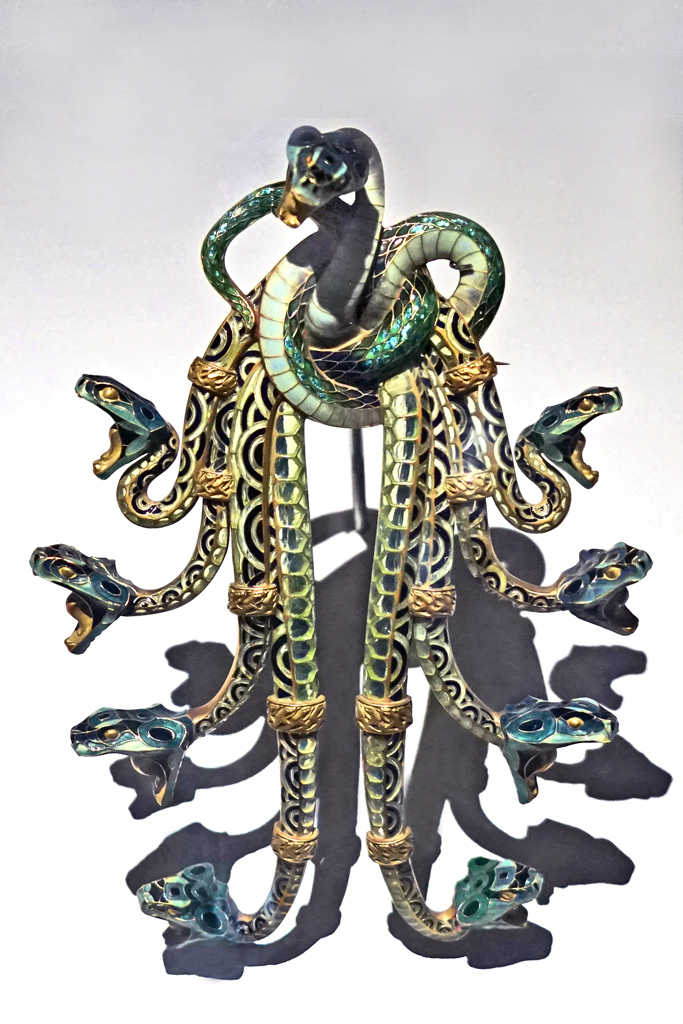
Клубок змей
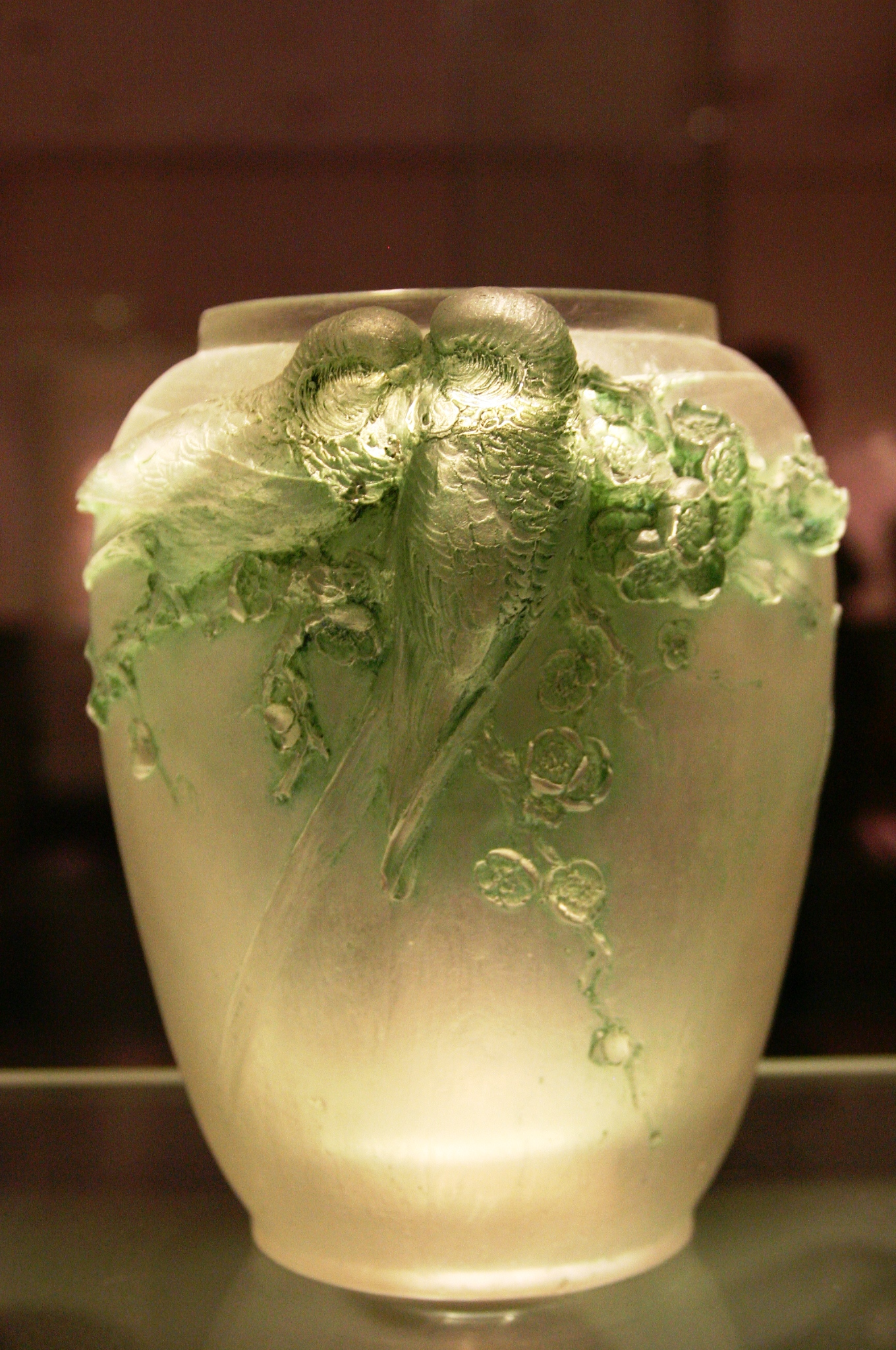
Ваза "Попугаи"
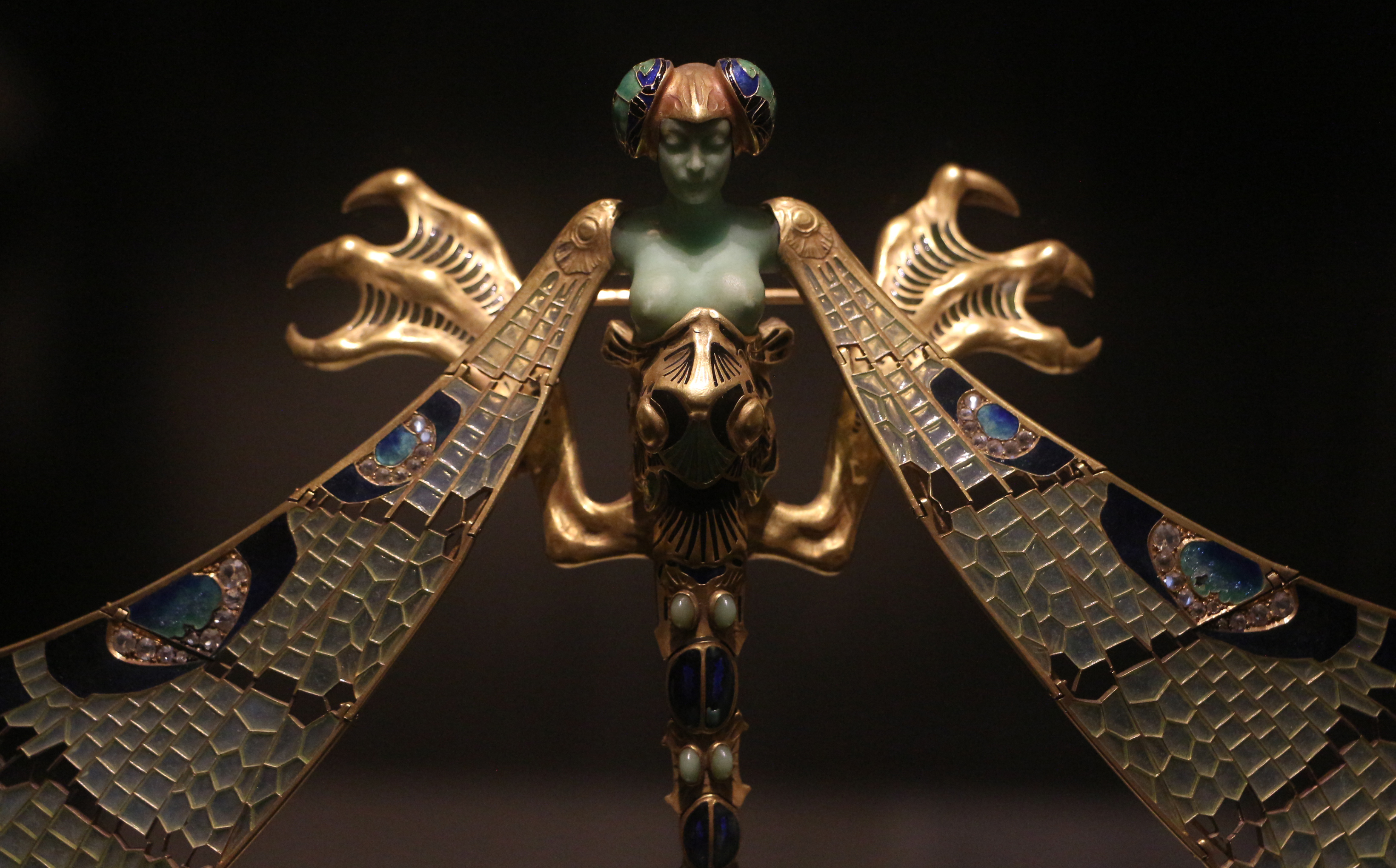
Пектораль "Стрекоза"
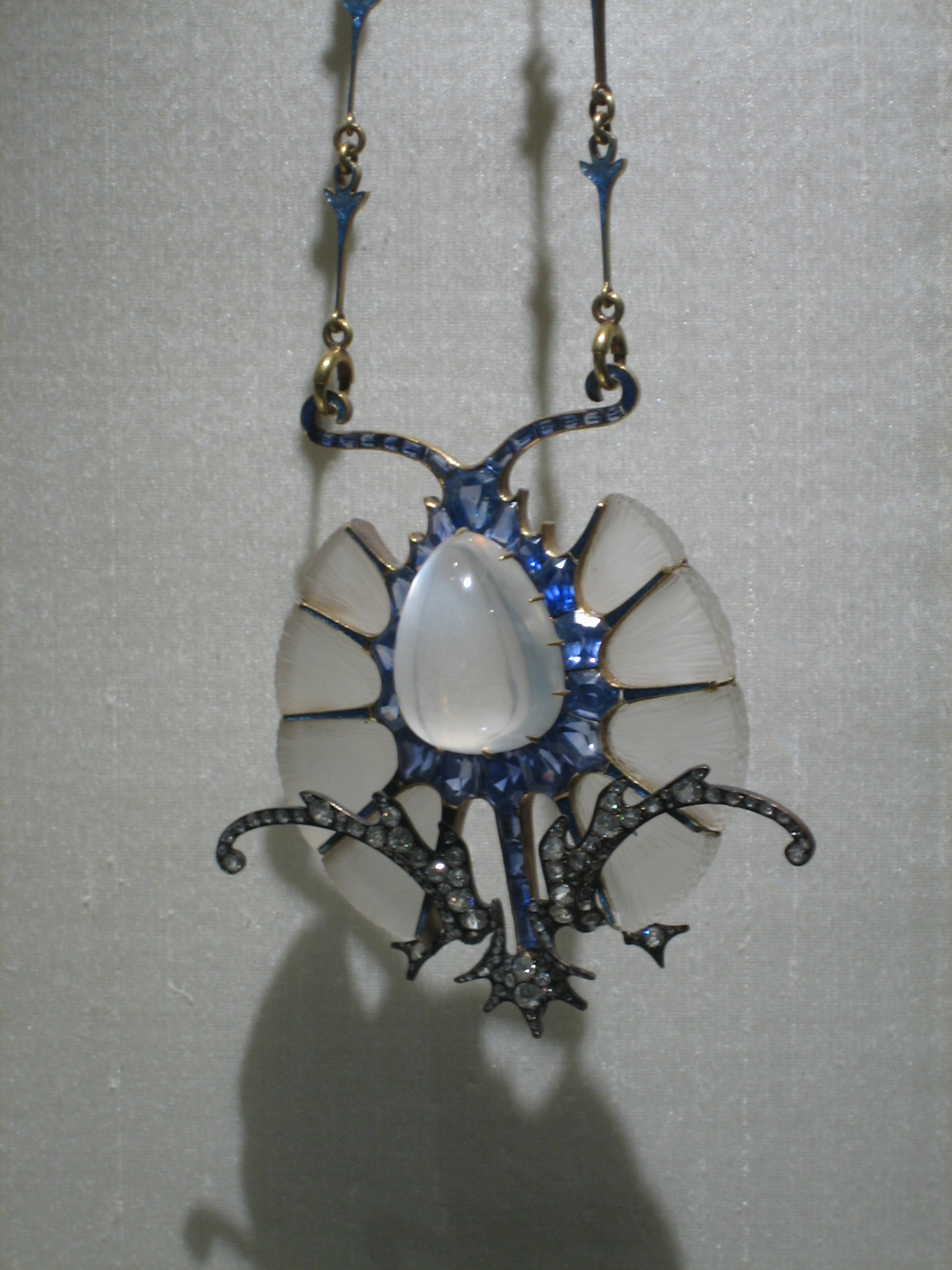
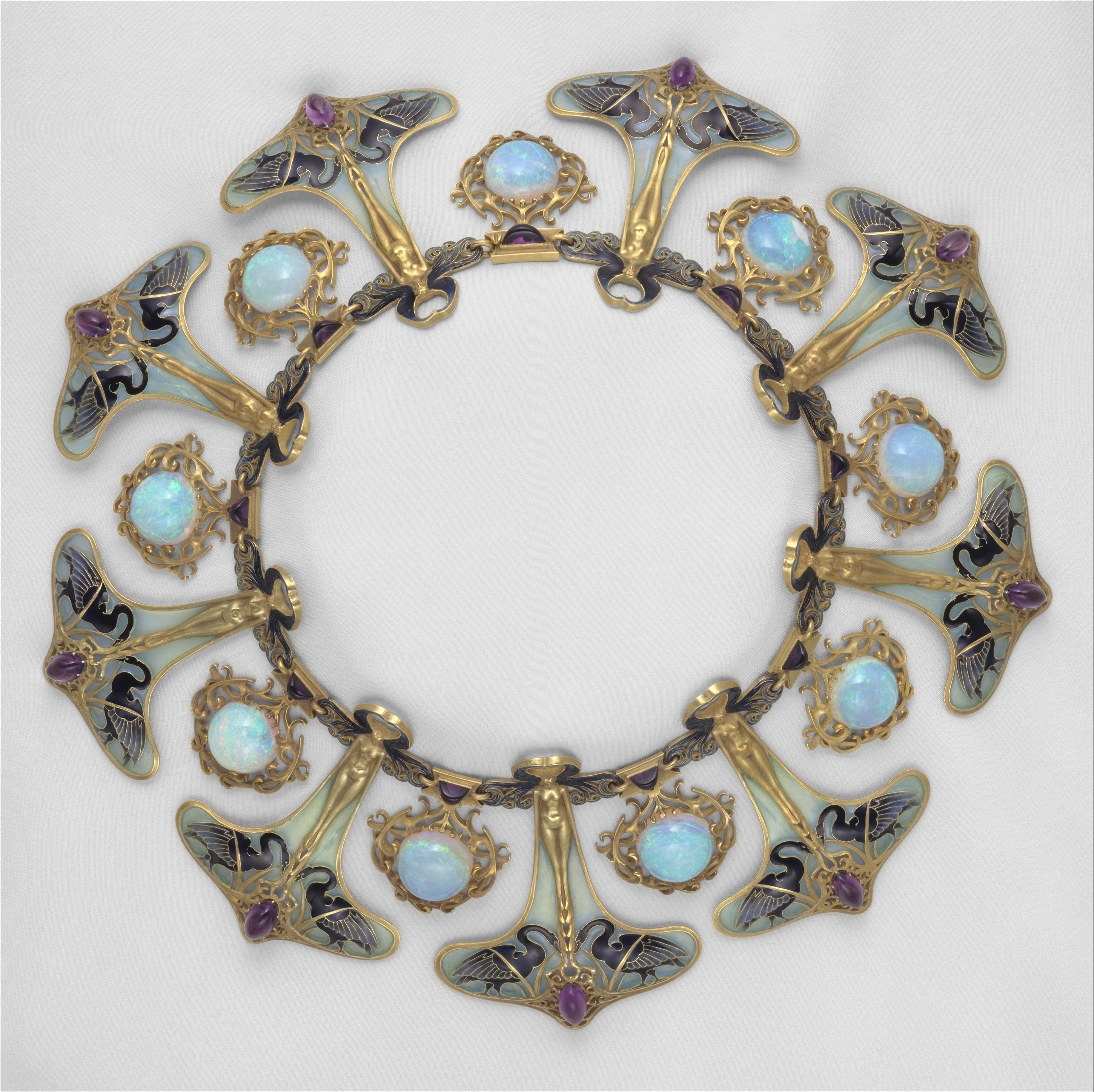
Ожерелье
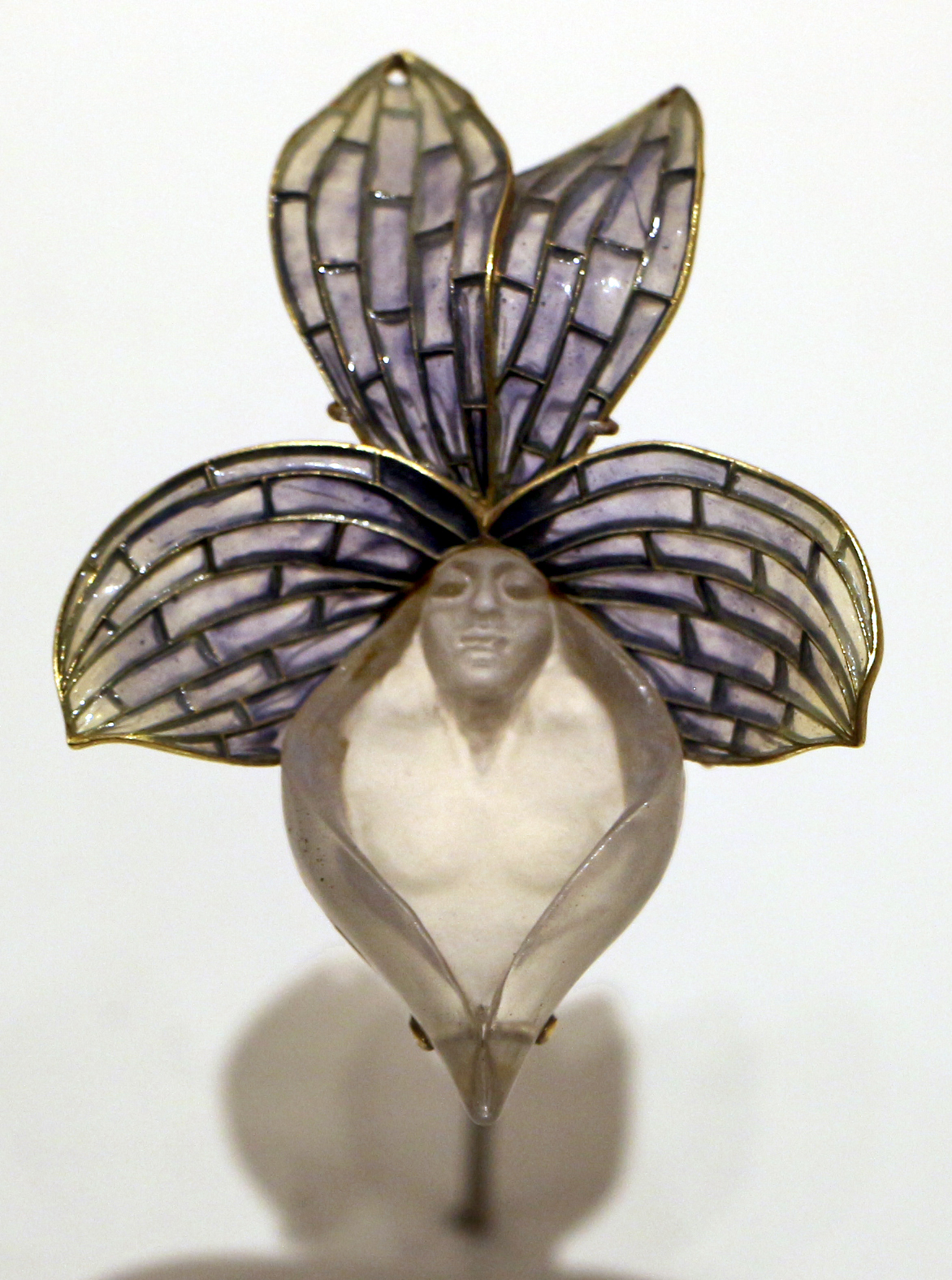
Подвеска "Орхидея"
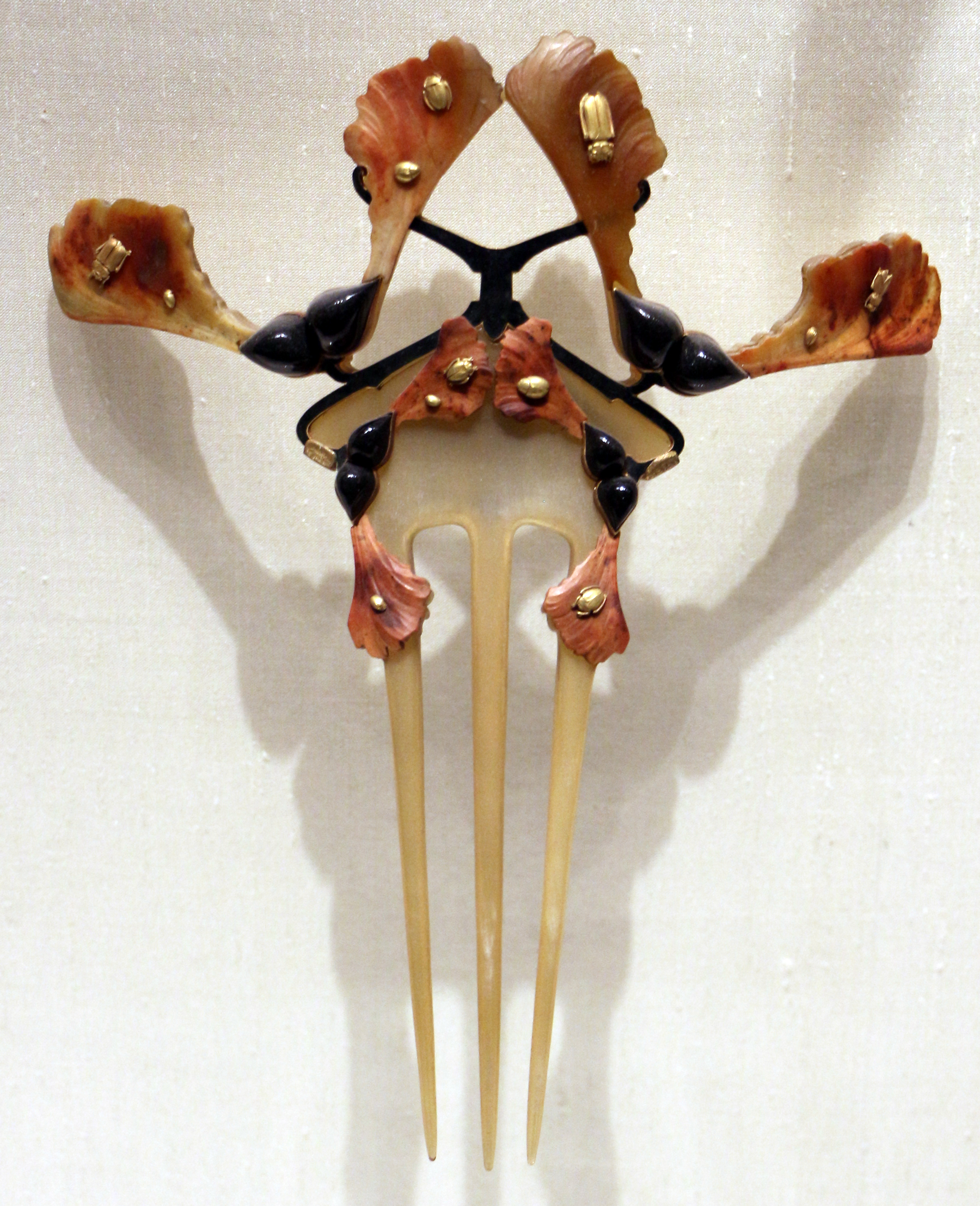
Гребень
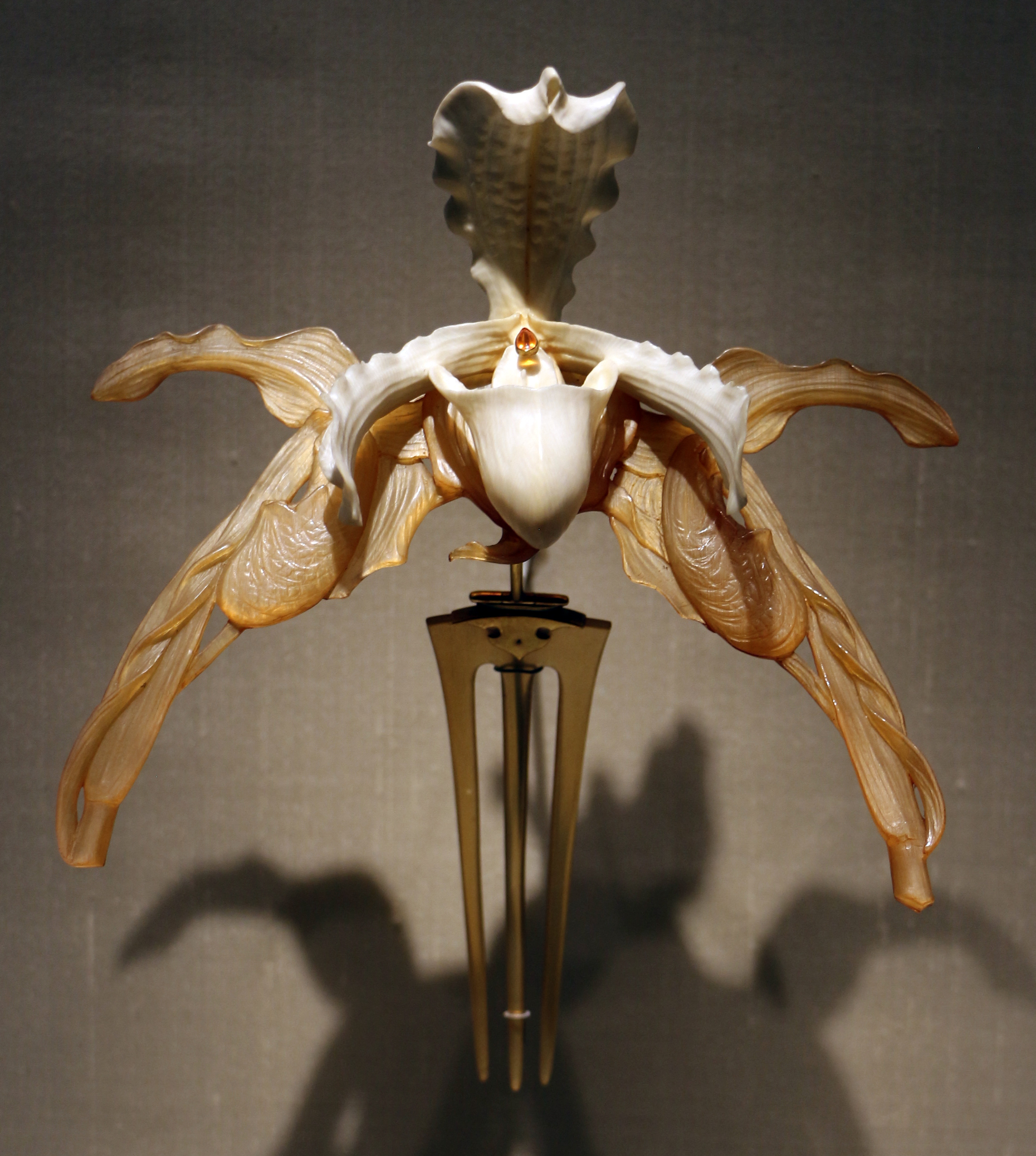
Диадема "Орхидея"